# In the Penal Colony (Oper)
In the Penal Colony (deutsch: In der Strafkolonie) ist eine Kammeroper für Tenor, Bass und Streicher in einem Prolog, sechzehn Szenen und einem Epilog von Philip Glass (Musik) mit einem Libretto von Rudy Wurlitzer nach Franz Kafkas Kurzgeschichte In der Strafkolonie. Sie wurde am 31. August 2000 im „A Contemporary Theatre“ (ACT) in Seattle uraufgeführt.

## Handlung

### Kurzfassung
In einer Strafkolonie steht die Hinrichtung eines verurteilten Mannes bevor. Ein Besucher soll sie auf Wunsch des neuen Kommandanten beobachten.
Der Scharfrichter, ein Offizier, beschreibt dem Besucher detailliert die Hinrichtungsmaschine, die er zusammen mit dem vorigen Kommandanten eingeführt hat. Es handelt sich um eine denkbar brutale Methode, von deren Richtigkeit der Offizier jedoch fest überzeugt ist. Er glaubt, dass die Maschine die Macht besitze, im Verurteilten einen Moment der Verklärung zu bewirken, in dem dieser sein Verbrechen und dessen Falschheit vollständig verstehen könne. Der jetzige Gefangene, der wegen einer Nichtigkeit verurteilt wurde, weiß nichts von seiner bevorstehenden Hinrichtung.
Der Besucher zeigt sich zunehmend entsetzt über das Vorgehen, sieht jedoch keine Möglichkeit, einzugreifen. Schließlich scheitert die Hinrichtung aufgrund eines Maschinendefekts. Der Offizier versucht, den Besucher zu überreden, sich beim neuen Kommandanten für seine Überzeugungen einzusetzen. Da dieser dazu nicht bereit ist, steigt der Offizier selbst in die Maschine, um sich töten zu lassen. Dabei bricht die Apparatur zusammen. Der Offizier erlebt den ersehnten Augenblick der Verklärung nicht. Der Besucher reist ab.

### Inhaltsangabe
Prolog. Der Besucher befindet sich in der Mitte der Bühne. Hinter ihm ist auf einem großen Foto der vormalige Kommandant der Strafkolonie in Militär-Uniform abgebildet. Dahinter führt eine lange Leiter auf einen Hügel, der wie ein Vulkan geformt ist. Als ein Soldat teilnahmslos den gefesselten Gefangenen vorführt, erklärt der Besucher, dass er nur wenig Interesse an der Hinrichtung habe. Er habe lediglich aus Höflichkeit zugestimmt, sie zu beobachten.
Szene 1. Der inzwischen eingeschlafene Gefangene wird vom Wächter auf grobe Weise geweckt. Der Besucher fragt sich, ob er weiß, was ihn erwartet.
Szene 2. Ein tadellos uniformierter Militäroffizier erscheint mit einem Stab und einer aufgerollten Architekturzeichnung und erklärt, dass die Vorbereitungen abgeschlossen seien. Er wäscht seine Hände in einem Wasserbecken und legt dem Besucher die Wichtigkeit eines jeden Details dar. Seiner Meinung nach stärke dies die Verbindung zum Heimatland.
Szene 3. Der Offizier erklärt dem Besucher anhand der Zeichnung detailliert die dreiteilige Hinrichtungsmaschine. Sie besteht aus einem speziell geformten Bett, einer mit Nadeln versehenen Egge und einem Zeichengerät, mit dem das Urteil während der Vollstreckung auf den Körper des Verurteilten geschrieben wird. Der Offizier ist stolz darauf, selbst mit dem vorigen Kommandanten an den Tests teilgenommen zu haben. Er bestätigt dem Besucher, dass der Gefangene noch nichts von seiner Verurteilung weiß.
Szene 4. Der Besucher ist empört darüber, dass der Gefangene keine Gelegenheit hatte, sich zu verteidigen. Er hofft, dass der neue Kommandant diese Vorgehensweise ändern wird.
Szene 5. Der Offizier präsentiert dem Besucher ein großformatiges Modell der Maschine. Er teilt ihm mit, dass er dem alten Kommandanten schon seit seiner Jugend in sämtlichen kriminellen Angelegenheiten geholfen habe. Sein wichtigster Grundsatz als Richter der Strafkolonie sei es, dass die Schuld immer zweifelsfrei sei. Dieser Gefangene habe die Aufgabe gehabt, vor der Tür seines Hauptmannes zu schlafen und zu jeder vollen Stunde an der Tür zu salutieren. Doch letzte Nacht um zwei Uhr habe der Hauptmann die Tür geöffnet und ihn schlafend vorgefunden. Statt um Vergebung zu flehen, habe der Gefangene vor Schreck geschrien. Er sei natürlich sofort festgenommen worden. Eine Befragung sei unnötig gewesen, da er sowieso gelogen hätte.
Szene 6. Der Offizier erklärt den exakten Ablauf der Hinrichtung und den Unterschied zwischen den beiden Arten von Nadeln. Mit den langen Nadeln werde das Urteil geschrieben, während die kurzen Nadel Wasser versprühen, um das Blut abzuwaschen und die Schrift lesbar zu halten. Der Besucher beobachtet entsetzt, wie der Gefangene sich mühsam und verständnislos die Apparatur ansieht, bis er vom Wächter niedergeschlagen wird.
Szene 7. Der Offizier preist die vielen Fähigkeiten des alten Kommandanten und zeigt ihm dessen umfangreiche Zeichnungen. Er erklärt, dass die Apparatur nicht sofort töte, sondern insgesamt zwölf Stunden benötige. Die eigentliche Schrift sei nur ein schmales Band um den Körper, während der Rest der Haut für Verzierungen vorgesehen sei.
Szene 8. Der Besucher muss die Leiter erklimmen, um einen Blick auf die Maschine selbst zu werfen. Der Offizier erklärt weiter: Während ersten sechs Stunden bleibt der Verurteilte wach und hat lediglich Schmerzen. Dann erhält er warmen Haferbrei zur Stärkung. Zu diesem Zeitpunkt erfährt er seine Erleuchtung, wenn er damit beginnt, die Schrift auf seinem Körper zu lesen. Dieser Prozess dauere weitere sechs Stunden. Der Wächter schneidet dem Verurteilten die Kleidung vom Leib und führt ihn zusammen mit dem Offizier die Leiter hoch. Alle drei verschwinden im Krater des Hügels. Von dessen Rand aus schildert der Besucher, wie der Verurteilte festgeschnallt wird. Plötzlich bleibt die Maschine stehen, weil eine Armfessel gerissen ist.
Szene 9. Der Offizier erscheint wieder und entschuldigt sich dafür, dass die Maschine gelegentlich ausfalle. Unter dem alten Kommandanten habe es zwar ein unbegrenztes Budget für Reparaturen gegeben, doch nun dauere es zehn Tage, bis Ersatzteile eintreffen. Der Besucher zeigt sich entsetzt über das Vorgehen, kann jedoch nicht eingreifen. Er hofft weiterhin auf den neuen Kommandanten.
Szene 10. Der Offizier gibt zu, dass diese Hinrichtungsmethode außer ihm selbst keine Unterstützer mehr in der Kolonie besitze. Er fragt den Besucher, ob man das Lebenswerk des vorigen Kommandanten wirklich einfach so aufgeben dürfe. Zu seiner Enttäuschung weist der Besucher lediglich darauf hin, dass er als Fremder den Ablauf nicht beurteilen könne.
Szene 11. Der Offizier erinnert sich an die wundervollen alten Tage, als noch alles nach Plan lief und alle Anwesenden nach sechs Stunden gespannt auf die Erleuchtung der Verurteilten warteten.
Szene 12. Trotz der Zurückhaltung des Besuchers fleht der Offizier ihn an, sich beim neuen Kommandanten für ihn einzusetzen. Er will die Tradition um jeden Preis bewahren.
Szene 13. Als letzten Versuch bittet der Offizier den Besucher, dem neuen Kommandanten nur einen ganz kurzen neutralen Bericht über den Ablauf der Hinrichtung zu geben, ohne den Maschinenfehler zu erwähnen. Er selbst wolle ihn dann durch eine leidenschaftliche Rede „auf die Knie zwingen“.
Szene 14. Der Besucher lehnt die Bitte des Offiziers entschieden ab. Er wolle dem neuen Kommandanten stattdessen seine Meinung persönlich mitteilen. Daraufhin erklärt der Offizier mysteriös, dass die Zeit jetzt gekommen sei.
Szene 15. Der Offizier fordert den Besucher auf, mit ihm in den Krater zu klettern. Er ruft dem Verurteilten zu, dass er frei sei. Der Wachmann löst ihm die Fesseln, und beide steigen aus dem Krater. Anschließend zeigt der Offizier dem Besucher einen Text: „Sei gerecht“. Der Soldat reicht dem Gefangenen die Fetzen seiner Kleidung. Dieser fällt vor dem Offizier nieder und beginnt zu lachen. Der Offizier wäscht sich erneut die Hände und reicht dem Gefangenen zwei Taschentücher – ein „Geschenk der Damen“. Dann wirft er die einzelnen Bestandteile seiner Uniform ärgerlich von sich, bis er vollständig nackt ist. Der Gefangene und der Wachmann kämpfen spielerisch um die Taschentücher. Unterdessen klettert der Offizier die Leiter wieder hinauf und winkt dem Besucher zu, ihm zu folgen.
Szene 16. Der Offizier bittet den Besucher, vor seiner Abreise noch das Grab des alten Kommandanten zu besichtigen. Die von ihm selbst geschriebene Inschrift verweise auf die Prophezeiung, dass er einst wiederbelebt werde und seine Anhänger zur Wiedereroberung der Kolonie führen werde. Der Besucher sieht zu, wie der Offizier in die Grube hinabsteigt und seine eigene Hinrichtung vorbereitet. Er fordert den Gefangenen und den Wachmann auf, ihm zu helfen. Der Besucher ruft sie jedoch wieder zurück. Die defekte Maschine setzt sich in Gang und zerfällt kurz darauf in ihre Bestandteile. Sie schreibt nichts, tötet den Offizier aber dennoch. Der Besucher ruft den anderen vergeblich zu, die Maschine anzuhalten, denn so sei das nicht der Wunsch des Offiziers gewesen.
Epilog. Nachdem der Besucher die Fassung wiedererlangt hat, klettert er mit den beiden anderen zurück auf die Bühne. Er erklärt, dass der Offizier im Gegensatz zu den früheren Opfern offensichtlich keine Erleuchtung erlangt habe. Der Soldat zeigt dem Besucher das Grab des alten Kommandanten. Ein Dampfschiff trifft ein, und der Besucher reist ab.

## Gestaltung
Philip Glass beschrieb sein Interesse an Kafkas Geschichte folgendermaßen:

“What fascinates me in this story, is the moral inversion that takes place. The Officer, having started as all-powerful, becomes the victim, and he takes on the role with a kind of joy. He’s done everything he can to convince the Visitor of the virtue of the Machine, and, when he fails, he realizes it’s over and only The Visitor makes the right judgment, but we can’t admire him because he does this by refusing to be engaged at all. He suffers no inconvenience, whereas we end up warming to the Officer more because he sacrifices everything for his principles.”

„Was mich in dieser Geschichte interessiert, ist die darin stattfindende moralische Umkehrung. Der Offizier, der zu Beginn allmächtig auftrat, wird zum Opfer, und er übernimmt die Rolle mit einer Art Freude. Er hat alles getan, um den Besucher vom Wert der Maschine zu überzeugen, und erkennt, als er damit scheitert, dass es vorbei ist, und nur der Besucher urteilt richtig, aber wir können ihn nicht bewundern, weil er dabei jede Beteiligung ablehnt. Er leidet nicht unter Unannehmlichkeiten, während wir uns am Ende mehr für den Offizier erwärmen können, weil er für seine Überzeugungen alles opfert.“

Das Instrumentalensemble der Kammeroper besteht aus nur fünf Instrumenten: zwei Violinen, Bratsche, Violoncello und Kontrabass.
Die Musik dieser Oper entspricht Glass’ eigener Beschreibung seiner Kompositionsweise als „eine Art Klangwetter, dass sich dreht, umkehrt, umhüllt, entwickelt“ („a sort of sonic weather that twists, turns, surrounds, develops“). Es gibt nur wenige Arien oder Ensemblestücke, sondern ähnelt eher einem gesungenen Schauspiel.

## Werkgeschichte
Philip Glass’ Kammeroper In the Penal Colony ist ein Auftragswerk des „A Contemporary Theatre“ (ACT) in Seattle. Das Libretto stammt von Rudy Wurlitzer. Es basiert auf Franz Kafkas Kurzgeschichte In der Strafkolonie. Es handelt sich um einen allegorischen Text, der sich äußerlich mit der Todesstrafe auseinandersetzt und hintergründig verschiedene Themen des Humanismus, des Idealismus und der „Transfiguration“ verarbeitet.
Die Inszenierung der Uraufführung am 31. August 2000 im ACT Seattle stammte von JoAnne Akalaitis. Alan O. Johnson leitete das Metropolitan String Ensemble. Die Bühne stammte von John Conklin, die Kostüme von Susan Hilferty und das Lichtdesign von Jennifer Tipton. Die Gesangssolisten waren John Duykers (Besucher) und Herbert Perry (Offizier).
Weitere Produktionen waren:
- 2000: Chicago; Übernahme der Uraufführungsproduktion.[1]
- 2001: New York; Übernahme der Uraufführungsproduktion durch die Classic Stage Company.[1][5][6]
- 2001: Herbstliche Musiktage Bad Urach; reduzierte Fassung für Gesang und Klavier.[5]
- 2002: Berliner Kammeroper; szenische deutsche Erstaufführung; Regie: Kay Kuntze, Dirigent: Peter Aderhold.[7]
- 2002: Pocket Opera Company Nürnberg; Regie: Peter Beat Wyrsch, Ensemble Klangkonzepte Nürnberg, Dirigent: Andrea Molino; minimalistische Inszenierung mit Diaprojektionen im Rahmen einer Projektwoche zum Thema Todesstrafe.[8][9]
- 2003: Hypo-Alpe-Adria-Zentrum Klagenfurt; österreichische Erstaufführung im Rahmen des Theaterfestivals „20+4“ mit dem Klagenfurter Ensemble.[10]
- 2009: Opéra National de Lyon; Inszenierung: Richard Brunel; Dirigent: Philippe Forget.[11]
- 2010: Linbury Theatre, Royal Opera House Cardiff; Produktion des Music Theatre Wales; UK-Erstaufführung; Regie: Michael McCarthy; Dirigent: Michael Rafferty; weitere Aufführungen in verschiedenen britischen Städten.[12][13]
- 2011: Theater der Künste Zürich; Zürcher Kammerorchester, Dirigent: Andrea Molino.[14]
- 2011: Brooklyn; halbszenische Aufführung in der St. Ann and the Holy Trinity Church; mit Streichorchester; Dirigent: Eli Spindel.[15]
- 2012: Sydney, Produktion der Sydney Chamber Opera.[16]
- 2012: Nationaltheater Szeged; im Rahmen des Armel Opera Festivals; Produktion des Josef-Kajetán-Tyl-Theaters Pilsen (Tschechien).[17]
- 2015: Theater Kiel; Erstaufführung der deutschen Textfassung von Cordula Engelbert und Bettina Rohrbeck.[18]
- 2016: Onassis Cultural Center, Athen; Regie: Paris Mexis; Armonia Atenea unter George Petrou.[19]
- 2018: Carmel-by-the-Sea, Kalifornien; Produktion der Opera Parallèle (San Francisco Contemporary Opera) im Rahmen des dortigen jährlichen Philip-Glass-Festivals.[20]
- 2019: Long Beach Opera, Californien.[1]
- 2019: Operadagen Rotterdam; Inszenierung: Clara Pons, Videos: Claudia Rohrmoser.[21]
- 2019: Theater Hof; deutsche Textfassung von Cordula Engelbert und Bettina Rohrbeck. Musikalische Leitung: Clemens Mohr, Inszenierung: Lothar Krause
- 2020: Bühnen der Stadt Gera; deutsche Textfassung von Cordula Engelbert und Bettina Rohrbeck. Musikalische Leitung: Yury Ilinov, Inszenierung: Angelika Zacek.[22][23]
- 2021: Staatstheater Augsburg; deutsche Textfassung von Cordula Engelbert und Bettina Rohrbeck. Musikalische Leitung: Ivan Demidov, Inszenierung: Aileen Schneider.[24]

## Aufnahmen
- 27./28. November 2010 – Michael Rafferty (Dirigent), The Music Theatre Wales Ensemble.
 Michael Bennett (Besucher), Omar Ebrahim (Offizier).
 Studioaufnahme.
 Orange Mountain Music OMM0078.[25]
- 10. Oktober 2012 – Petr Kofroň (Dirigent), Viktorie Čermáková (Regie), Kammerorchester des Josef-Kajetán-Tyl-Theater-Opernensembles Pilsen.
 Miroslav Kopp (Besucher), Jiři Hájek (Offizier), David Steigerwald (Verurteilter), Dominik Peřina (Wächter).
 Video; Wettbewerbsbeitrag des Armel Opera Festivals 2012; live aus dem Nationaltheater Szeged (Ungarn).
 Übertragung im Arte Live Web.[26]